# Cinthya Carmona
Cinthya Carmona (* 27. Dezember 1990 in Venezuela) ist eine US-amerikanisch-kolumbianische Theater- und Filmschauspielerin sowie Tänzerin. Zu Beginn ihrer Schauspiellaufbahn trat sie unter dem Namen Cinthya Bornacelli in Erscheinung.

## Leben
Geboren am 27. Dezember 1990 in Venezuela ist Carmona venezolanischer und kolumbianischer Herkunft. Ihre Schauspielausbildung machte sie am Speiser Sturges Acting Studio in Los Angeles. Anschließend studierte sie in New York City das Fach Theaterschauspiel. Sie spielte im Theater Mainstreet Playhouse und war in den Stücken Die Glasmenagerie und Barfuß im Park zu sehen.
Seit 2009 ist Carmona als Fernseh- und Filmschauspielerin tätig. Erste Kleinstrollen in Spielfilmen und Episodenrollen in Fernsehserien folgten. Zwischen 2016 und 2017 spielte sie in 13 Episoden die Rolle der Brandie in der Fernsehserie East Los High. Von 2017 bis 2020 verkörperte sie die Rolle der Sophie Cardona in der Fernsehserie Greenhouse Academy. 2020 war sie als eine der Hauptrollen an der Seite von Shia LaBeouf im Spielfilm The Tax Collector zu sehen.

## Filmografie
- 2009: El Vacilon (Fernsehserie)
- 2012: Super 35 (Kurzfilm)
- 2012: True Justice (Fernsehserie, Episode 2x04)
- 2012: Success Driven (Kurzfilm)
- 2013: Thrill to kill
- 2015: Badge of Honor
- 2015: Power (Fernsehserie, Episode 2x08)
- 2015: Private Space (Kurzfilm)
- 2016: Rush Hour (Fernsehserie, Episode 1x06)
- 2016–2017: East Los High (Fernsehserie, 13 Episoden)
- 2017–2020: Greenhouse Academy (Fernsehserie, 39 Episoden)
- 2019: The Fix (Fernsehserie, Pilotfolge)
- 2019: Skin in the Game
- 2020: A Dark Foe
- 2020: Deputy (Fernsehserie, 3 Episoden)
- 2020: The Tax Collector
- 2020: Painter
- 2021: FBI (Fernsehserie, Episode 3x04)
- 2021: Reefa
- 2021: Pretty Smart (Fernsehserie, 10 Episoden)
- 2022: Repeater
- 2024: Seattle Firefighters – Die jungen Helden (Station 19, Fernsehserie, Episode 7x08)

## Theater (Auswahl)
- Die Glasmenagerie (The Glass Menagerie, Mainstreet Playhouse)
- Barfuß im Park (Barefoot in the Park, Mainstreet Playhouse)